# François Lesaffre
Jean-François Lesaffre (Wevelgem, 20 maart 1763 – Moorsele, 28 augustus 1836) was lid van het Belgisch Nationaal Congres.

## Levensloop
Lesaffre was de zoon van de uit Komen afkomstige Johannes Franciscus Lesaffre en van Anne-Marie Laumonier. Het echtpaar baatte in Wevelgem de hoeve 'Klein Vollander' uit. Jean-François trad in 1791 in het huwelijk met Angela vander Meersch (1763-1849) die van de hoeve 'Ter Marren' in Wevelgem kwam, hoeve die verder werd uitgebaat door haar broer, getrouwd met Celestina Lesaffre, zus van Jean-François. Het jonge echtpaar kon in Moorsele de hoeve 'Hof Ter Coutere' in huur nemen. Deze hoeve behoorde toe aan de zusters cisterciënzerinnen van de Guldenbergabdij, van wie vroeger een abdij op die plek had gestaan. Op die hofstede stond een eeuwenoude linde, die tot Safferslinde werd gedoopt en die men omwille van de ouderdom en de omvang kwam bekijken.
Het echtpaar kreeg zes kinderen, onder wie Constantin Lesaffre (1797-1869) die na zijn vader burgemeester van Moorsele werd. Jean-François Lesaffre was uiteraard geen grondbewerker maar een hereboer, die tot de vijf rijkste inwoners van Moorsele behoorde. Hij had heel wat personeel in dienst, onder wie een schaapherder en een koeienhoeder.
In de Franse tijd was hij van 1796 tot 1798 'agent municipal' (voorafbeelding van de burgemeester) voor Moorsele. In een biografische nota werd hij vermeld als vrederechter in Menen en als burgemeester in Wevelgem, maar deze beide gegevens zijn klaarblijkelijk foutief. Tijdens het Verenigd Koninkrijk der Nederlanden lijkt hij zich niet in ambtelijke functies te hebben laten benoemen of verkiezen, tenzij in de loop van 1830 toen hij lid werd van de provinciale staten van West-Vlaanderen. In oktober 1830 benoemde het Voorlopig Bewind hem tot burgemeester van Moorsele en hij bleef dit tot enkele maanden voor zijn dood.
Enigszins verrassend werd hij door de kiezers van het arrondissement Kortrijk verkozen voor het Nationaal Congres. Hij nam stilzwijgend deel aan de openbare zittingen. Hij stemde voor de onafhankelijkheidsverklaring en voor de eeuwigdurende uitsluiting van de Nassaus. Bij de eerste stemmingen voor een koning, koos hij voor de hertog van Leuchtenberg.
Op 21 februari 1831 nam hij ontslag, met de melding dat als hij had geweten dat de bijeenkomsten méér dan drie maanden zouden duren, hij vanwege zijn wankele gezondheid niet zou aanvaard hebben. Nu was zijn gezondheidstoestand nog achteruitgegaan en vandaar dat hij wel ontslag moest nemen.

## Herinneringen
- Moorsele heeft een Burgemeester Lesaffrestraat.
- In de parochiekerk van Moorsele hangt een gedenksteen met talrijke Lesaffres erop vermeld.
- De grafsteen van Jean-François Lesaffre, die in het eerste kwart van de 20ste eeuw van het kerkhof was weggehaald, is in 2003 teruggevonden en werd tegen de zuidelijke muur van de parochiekerk geplaatst.[1]
- De hofstede Ter Coutere, Secr. Vanmarckelaan 64 in Moorsele - Wevelgem, staat nog in grote mate ongeschonden overeind.